# Masse négative
Ne doit pas être confondu avec antimatière.
En physique théorique, la masse négative est un concept hypothétique postulant l'existence de masse de « charge » négative, tout comme il existe des charges électriques positives et négatives. Cette masse négative aurait des propriétés gravitationnelle et inertielle différentes, mais possiblement symétriques, de la masse « normale » qui est conventionnellement positive.
Il ne faut pas confondre la masse négative avec l'antimatière, qui a une masse normale positive comme la matière ordinaire.

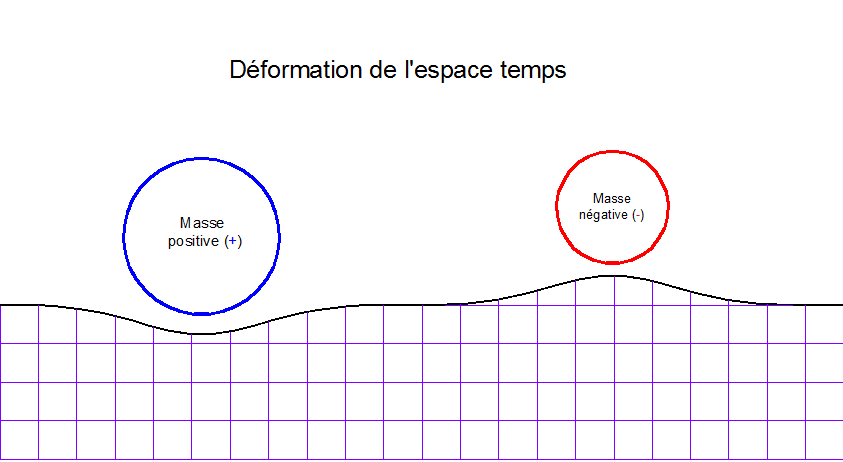
Effet de la masse positive et négative sur l'espace-temps.

## Histoire
En 1951, dans son essai pour la fondation des recherches sur la gravité, Joaquin Luttinger considère la possibilité de l'existence de masse négative et comment cette dernière devrait se comporter sous la gravité et autres forces.
En 1957, Hermann Bondi propose l'existence de la masse négative dans un article publié par la revue Reviews of Modern Physics. Il affirme que cela n'induit pas de contradiction logique tant que les trois formes de masse (masse inerte, masses graves passive et active) sont négatives. Robert L. Forward étudie l'idée, qu'il fera intervenir plus tard dans un concept de propulsion.
En 1988, Michael Morris (en), Kip Thorne et Ulvi Yurtsever soulignent que l'application de la mécanique quantique à l'effet Casimir peut produire une région de masse négative de l'espace-temps. Ils montrent également que la masse négative pourrait être utilisée pour « stabiliser » un trou de ver.
En 1995, John Cramer et al. poussent plus loin cette analyse et affirment que de tels trous de ver auraient pu exister lors des premiers instants de l'Univers, stabilisés par des boucles de cordes cosmiques négatives.
En 2000, le physicien israélien Max Jammer démontre qu'aucune loi physique n'exclut l’existence de masses négatives.
En 2002, Stephen Hawking prouve que l'énergie négative est une condition nécessaire pour la création d'une courbe de temps fermée par la manipulation de champs gravitationnels dans une région finie de l'espace.
En 2013, Jonathan Belletête et Manu Paranjape, chercheurs à l'Université de Montréal, démontrent la possibilité mathématique d'un plasma gravitationnel de masse positive et négative, à l'intérieur d'un espace-temps de type non-asymptotique comme celui de de Sitter, c'est-à-dire pour un univers à l'expansion exponentielle, qui pourrait correspondre à l'Univers lors de l'inflation cosmique. Ils n'ont pas spécifié de quelle sorte de matière ce plasma pourrait être constitué, seulement que le système en question pourrait avoir contrôlé le comportement des ondes gravitationnelles de cette période.
En 2014, Saoussen Mbarek et Manu Paranjape, toujours de l'Université de Montréal, démontrent que la masse négative peut produire une solution de Schwarzschild sans violer les conditions d'énergie lorsqu'on répand la singularité gravitationnelle avec un plasma de particules négatives et positives,.
En janvier 2020, Benoit Guay montre la praticabilité de l’inversion de masse au niveau quantique dans le cadre de la théorie quantique des champs de   Dirac,. Il considère que l'expression «inversion de masse» est un abus de langage. Ce n’est pas une inversion de masse en agissant «directement» sur elle. C’est une action avec un potentiel électromagnétique (pas un champ) sur un état quantique où la masse est + µ de sorte qu'elle passe à un autre état quantique où la masse est -µ.[non pertinent]

## Signification mécanique d'une «masse négative»

### Les trois masses physiques
| Types               | Description                                                                                       |
| ------------------- | ------------------------------------------------------------------------------------------------- |
| Masse inertielle    | Mesure de la résistance d'un objet à modifier son état d'équilibre quand une force est appliquée. |
| Masse grave active  | Mesure de la force du flux gravitationnel d'un objet.                                             |
| Masse grave passive | Mesure de la force d'interaction d'un objet avec un champ gravitationnel.                         |

Sans qu'aucune particule connue n'ait une masse négative, plusieurs physiciens, tels Hermann Bondi, William B. Bonnor et Robert L. Forward, se sont penchés sur la question et ont anticipé les propriétés qu'une telle matière pourrait détenir.
En envisageant le concept de masse négative, il est important de considérer lequel des concepts de masse est négatif.
Depuis que Newton a formulé la loi universelle de la gravitation, il y a eu trois concepts distincts de quantités appelées « masse » : 
1. La masse inertielle,
2. La masse gravitationnelle « active », source du champ gravitationnel et
3. La masse gravitationnelle « passive », qui est la masse qui découle de la force produite dans un champ gravitationnel.

La loi de la conservation de la quantité de mouvement exige que les masses gravitationnelles « active » et « passive » soient identiques : c'est la « masse grave » {\displaystyle m_{g}}.
Par ailleurs, le principe d'équivalence d'Einstein postule que la masse inertielle {\displaystyle m_{i}} doit être égale à la masse gravitationnelle « passive », donc {\displaystyle m_{i}=m_{g}}, et jusqu'ici, tous les résultats expérimentaux vont dans ce sens.
Dans la plupart des analyses de la masse négative, on suppose qu'à la fois le principe d'équivalence et celui de conservation de la quantité de mouvement s'appliquent. Dans ce cas, les trois formes de masse sont équivalentes, et la « masse négative » est négative dans ses trois aspects. Inversement, si la loi de conservation de la quantité de mouvement est nécessairement respectée, il reste possible que le principe d'équivalence ne soit pas vérifié sur les masses négatives. Dans ce cas, il peut y avoir trois manières d'envisager ce qu'est une « masse négative », suivant que la charge négative apparaît sur la masse inerte, sur la masse pesante, ou sur les deux à la fois.
C'est l'hypothèse d'une masse inertielle {\displaystyle m_{i}}négative qui implique des formes contre-intuitives de mouvement. La principale caractéristique de la masse inertielle est en effet de permettre à la matière de stocker de l'énergie cinétique à travers une augmentation de la vitesse :
{\displaystyle E={\frac {1}{2}}m_{i}.v^{2}}
Une masse inertielle négative signifierait inversement qu'il faut fournir de l'énergie au système pour le ralentir, ou symétriquement, que le système fournit de l'énergie à son environnement en accélérant. Par exemple, un objet avec une masse inertielle négative accélérerait dans la direction opposée à celle vers laquelle il est poussé ou freiné. Une telle particule de masse inertielle négative serait par conséquent un projectile précieux : il fournit de l'énergie lorsqu'on lui donne une impulsion au départ, accélère sous l'effet des frottements de l'air, et en heurtant un obstacle tendrait donc à accélérer au travers de celui-ci, d'autant plus violemment que la résistance serait importante : un tel projectile serait donc irrésistible.

### Mouvementrunaway

En jaune, le mouvement runaway décrit par Bonnor, qui pourrait être utilisé comme moyen de propulsion.
Ici, le signe des particules réfère au type masse et non pas à la charge électrique.

Des scientifiques se sont d'abord penchés sur la question d'une matière dont « la masse » soit négative, car rien ne suggère (a priori) que toute masse devrait être positive. Toutefois, ils se sont aperçus qu'une telle matière ne semblait pas respecter une, voire plusieurs conditions sur l'énergie et posséderait certaines propriétés ambiguës comme une accélération dont l'orientation est opposée à la force à laquelle elle est soumise, ou encore une courbure inversée de l'espace-temps.
La représentation connue la plus rapprochée du concept est une région de pression pseudo-négative produite par l'effet Casimir. Le concept de masse négative est utilisé dans certaines théories spéculatives abordant l'idée de construction d'un trou de ver.
D'après Hermann Bondi, l'idée de masse négative n'entraîne « aucune contradiction logique » lorsque les trois formes de masse sont négatives.
En supposant que les trois formes de masse décrites plus haut soient équivalentes, les interactions gravitationnelles entre elles peuvent être explorées. La combinaison des lois de l'attraction universelle et du principe fondamental de la dynamique conduit à dire que, dans ce cas :
- Une masse positive attire toutes les autres masses, qu'importe leur signe.
- Une masse négative, par contre, repousse les autres masses négatives ainsi que les masses positives, ce qui entraîne un mouvement de « fuite » (nommé runaway motion par William B. Bonnor).

Cependant, cette hypothèse de masse négative implique des formes contre-intuitives de mouvement. Par exemple, un objet avec une masse inertielle négative accélérerait dans la direction opposée à celle vers laquelle il est poussé.
Hermann Bondi a souligné que deux objets de masses égales et de signes contraires produiraient une accélération constante en direction de la masse positive. Pendant que la masse positive semble « fuir » en raison de la répulsion, la masse négative s'en approche du mieux qu'elle peut. La vitesse du système augmente ainsi de plus en plus en créant l'effet appelé mouvement runaway.
William B. Bonnor a préféré ne pas tenir compte de son existence en déclarant le phénomène si absurde qu'il préfère l'exclure en supposant un univers où la masse inerte est soit toute positive ou toute négative.
Robert L. Forward en est arrivé aux mêmes conclusions, mais a plutôt montré que le système ne viole aucune loi sur l'énergie.
Étrangement, même si les deux objets accélèrent dans la même direction sans qu'aucune masse ne voyage de l'autre sens, l'énergie totale est toujours nulle. Après avoir atteint la vitesse {\displaystyle v}, la somme de leurs quantités de mouvement est nulle :
{\displaystyle \sum P=P_{+}+P_{-}=(+m)v+(-m)v=0}
Il n'y a ainsi pas non plus de violation de la conservation de l'énergie puisque leurs énergies cinétiques ({\displaystyle K}) s'annulent :
{\displaystyle \sum K=K_{+}+K_{-}={\frac {(+m)v^{2}}{2}}+{\frac {(-m)v^{2}}{2}}=0}
Robert L. Forward concède que la masse négative et l'énergie cinétique négative ne sont pas des concepts standards de la physique newtonienne, mais présente son concept comme « logiquement valide » et propose une utilisation future en tant que propulsion gravitationnelle.
En considérant « l’hypothèse de Bonnor » ci-dessus, on peut spéculer sur l'existence d'un univers connexe au nôtre, où la masse de la matière serait entièrement négative. À l'aide des propriétés découlant d'un tel endroit, William B. Bonnor tente de mieux pouvoir expliquer pourquoi notre Univers ne contiendrait que de la masse positive.

### Masse inerte négative
De son côté, une masse inerte négative ne respectant pas le principe d'équivalence conserverait une masse grave positive. Elle aurait en revanche des propriétés gravitationnelle et inertielle différentes, mais possiblement symétriques, de la masse « normale ». Toutefois, une telle matière posséderait certaines propriétés ambiguës comme une accélération dont l'orientation est opposée à la force à laquelle elle est soumise.
Sur le plan gravitationnel, on observerait le même effet  runaway entre deux corps de masse grave positive mais de masses inertes opposées : la force gravitationnelle serait des forces égales et opposées comme dans le cas normal ; mais si la réponse du corps à masse inerte positive serait une accélération vers l'autre corps, ce dernier aurait une accélération en sens contraire de la force, donc s'éloignant du premier.

### Masse grave négative

En vert, les mouvements qui diffèrent de ceux élaborés par Bonnor, résolvant le paradoxe avec l'approximation newtonienne.

Jean-Pierre Petit et Gilles d'Agostini ont proposé d'autres lois d'interaction entre les masses positives et négatives. Pour ce faire, ils se basent sur le modèle cosmologique Janus développé par Jean-Pierre Petit, où la gravitation pourrait être décrite par un modèle bimétrique qui étendrait la relativité générale,.
Le 4 janvier 2019, le physicien Thibault Damour publie une analyse du modèle cosmologique Janus sur le site de l'Institut des hautes études scientifiques. Prenant en considération « les prépublications des articles récents » de Jean-Pierre Petit (,) « complétées par, notamment, la page 39 du document "Le Modèle Cosmologique Janus, 22 novembre 2016" » présentant les équations de champ du modèle Janus.
Thibault Damour montre une incohérence dans les équations de champ qui, selon lui, « sont mathématiquement et physiquement contradictoires ». Il explique que ces équations « n’admettent aucune solution suffisamment générique pour décrire la gravitation que l’on connaît, et constituent un système incohérent d’équations. » Il justifie son analyse dans sa conclusion :  

« la  raison du caractère auto-contradictoire de ces équations est que le même tenseur d’énergie-impulsion {\displaystyle T_{\mu \nu }^{+}} est couplé à la fois (mais séparément) à une gravitation ayant une constante de Newton G > 0 ({\displaystyle E_{\mu \nu }^{+}=+\chi T_{\mu \nu }^{+}}), et une gravitation ayant G < 0 ({\displaystyle E_{\mu \nu }^{-}=-\chi {\frac {\omega _{+}}{\omega _{-}}}T_{\mu \nu }^{+}}). La matière ordinaire devrait donc à la fois s’attirer elle-même, (d’où un nécessaire gradient négatif de pression dans une étoile),  et  se  repousser  elle-même  (d’où un tout aussi nécessaire gradient positif de pression dans une étoile). »

Le 6 janvier 2019, Jean-Pierre Petit, Gilles d’Agostini et Nathalie Debergh soumettent un nouvel article traitant du modèle cosmologique Janus à la revue Progress in Physics. Après avoir présenté la chronologie et l'évolution de leur modèle, ils arrivent finalement à la même conclusion que celle formulée par Thibault Damour en détaillant les composantes du tenseur d'énergie-impulsion {\displaystyle T_{\mu \nu }^{+}} : « so we get a physical and mathematical contradiction that must be cured ».
Pour corriger cette incohérence fondamentale, ils introduisent l'action dans leur modèle pour y appliquer une étude variationnelle leur permettant de définir de nouvelles métriques et aboutissant à un nouveau système d'équations qui, selon eux, ne serait plus incohérent après lui avoir appliqué l'approximation des champs faibles : « applying the Newtonian approximation, any inconsistency vanishes ».
Les travaux de Petit sur ce sujet n'ont pas eu beaucoup d'échos parmi les cosmologistes. Néanmoins, des études indépendantes qui ont suivi sur la gravité bimétrique avec des masses positives et négatives ont conduit aux mêmes conclusions concernant les lois de la gravitation,,.
L'approximation newtonienne entre masses graves de signes différents stipulerait:
- La masse positive attire la masse positive.
- La masse négative attire la masse négative.
- La masse positive et la masse négative se repoussent l'une de l'autre.

Ces lois sont différentes de celles de Bondi et Bonnor et sont censées résoudre le paradoxe du mouvement runaway. La masse inerte étant toujours positive, le principe fondamental de la dynamique est respecté. Les masses s'attirent ou se repoussent, suivant qu'elles sont de même signe ou non.
Contrairement au cas électrique, une matière composite formée de « charges graves » positives et négatives ne peut donc pas maintenir sa cohérence, et les charges de différents signes tendent à la fois à se regrouper entre elles, et à se placer le plus loin possible de corps de charge contraire. Une « charge grave » de signe opposé ne peut donc que fuir un centre de masse homogène comme la Terre, le Soleil, la Galaxie... Dans le champ gravitationnel terrestre, par exemple, une « charge grave » de signe opposé sera soumise à une accélération donnée par :
{\displaystyle m_{i}{\ddot {r}}\propto {\frac {M.m_{p}}{r^{2}}}}, (conduisant à une loi de fuite à vitesse asymptotiquement constante).
Sur le plan cosmologique, un univers initialement formé de ces deux types de masses les verrait se séparer comme deux fluides non miscibles, conduisant à une « mousse » formée de bulles de matière à masse négative, séparées par des parois et filaments de matière à masse positive. La matière négative et positive des métriques qui interagissent par la gravité pourraient intervenir dans l'explication de la matière noire, de l'énergie sombre, de l'inflation cosmique et de l'accélération de l'expansion de l'Univers,.

### Modèle bimétrique et inversion de la flèche du temps
En mécanique quantique, l'opérateur d'inversion du temps T est complexe et peut être soit unitaire soit anti-unitaire. Dans la théorie quantique des champs, T a été arbitrairement choisi pour être antilinéaire anti-unitaire dans le but d'éviter l'existence d'états d'énergie négatifs. Steven Weinberg le justifie dans son livre « The Quantum Theory of Fields », page 76, par le fait que, si l’on choisit T linéaire et unitaire, on arrive à la conclusion qu’il y aurait une énergie inférieure à celle du vide c’est-à-dire négative, ce qui est pour lui impossible. Il écrit : «Pour éviter cela, nous sommes obligés ici de conclure que T est antilinéaire et anti-unitaire» (et par voie de conséquence il ne peut y avoir de masse négative).
En revanche, dans la théorie des systèmes dynamiques, l'opérateur d'inversion du temps T est réel. Ainsi, en 1970, Jean-Marie Souriau démontre, à l'aide du groupe de Poincaré de la théorie des groupes, qu'inverser l'énergie d'une particule revient à inverser sa flèche du temps,. En 2018, N. Debergh et al. ont montré en se servant des travaux de Souriau que l'exclusion des états d'énergie négative de la mécanique quantique, grâce à l'utilisation d'un opérateur T anti-unitaire et anti-linéaire, est un axiome arbitraire et qu'il est parfaitement permis d'utiliser un opérateur T linéaire à la place. Ainsi, dans le cadre de l'équation de Dirac (en mécanique quantique relativiste) les énergies négatives sont acceptables à condition que les masses soient simultanément négatives.

Image 2D didactique du modèle des univers jumeaux de Sakharov.

Ils démontrent que lors d’une transformation PT unitaire la transformation d’état agit sur les fermions d'énergie et de masse positives pour donner des états d’anti-fermions d'énergie et de masse négatives.
A fortiori d'une symétrie CPT dans le cadre d'un modèle bi-métrique :
Selon la relativité générale, l'Univers est une variété riemannienne associée à un tenseur métrique de l'équation d'Einstein. Lorsqu’on introduit des masses négatives avec une seule métrique, puisqu’on n’utilise qu’une seule équation de champ, on se retrouve alors inévitablement avec le phénomène de runaway .
Les modèles cosmologiques bi-métrique postulent que deux métriques sont nécessaires pour décrire la gravitation. Le modèle bimétrique Janus, par exemple, décrit deux univers parallèles au lieu d'un seul, avec une flèche du temps contraire, liés ensemble depuis le Big Bang et interagissant seulement par la gravitation,,. Selon ce modèle, l'Univers serait associé à deux métriques riemanniennes, une avec de la matière de masse positive et l'autre avec de la matière de masse négative, issue de la symétrie CPT. Les deux métriques ont leur propre géodésique et sont la solution de deux équations de champ couplées,,.

## Relativité générale
Bien que la relativité générale décrive les lois du mouvement pour les particules positives et négatives, seule la composante de contrainte est incluse parmi les interactions élémentaires.
Généralisée, la masse négative fait référence à toute région de l'espace où une densité de matière négative est mesurée. Cela se produirait pour une région dans laquelle les contraintes du tenseur d'Einstein sont plus grandes en magnitude que la densité de masse. Elle présenterait plusieurs propriétés étranges, comme une possible force gravitationnelle répulsive. Ces caractéristiques ne respectent pas les conditions d'énergie positive de la théorie de la relativité générale d'Einstein. Cependant, ces conditions ne sont pas requises pour la cohérence mathématique de la théorie.
D'autres versions mathématiques des conditions d'énergie positive comme les conditions d'énergie faible (en) et d'énergie dominante sont étudiées par Matt Visser (en), professeur de mathématique à l'université Victoria de Wellington.

## Matière exotique
La masse négative pourrait être constituée de particules exotiques aux propriétés anormales que l'on n'arrive pas à détecter.
Dans un article sur les conséquences de la masse négative datant de 2014, trois physiciens européens démontrent que des particules de masse relativiste négative impliquent nécessairement l'existence des tachyons. Leur démonstration est basée sur deux postulats :
1. N'importe quelle masse, peu importe son signe, peut entrer en collision inélastique avec une masse positive.
2. Le quadri-moment doit être conservé lors de ces collisions.

## En mécanique quantique

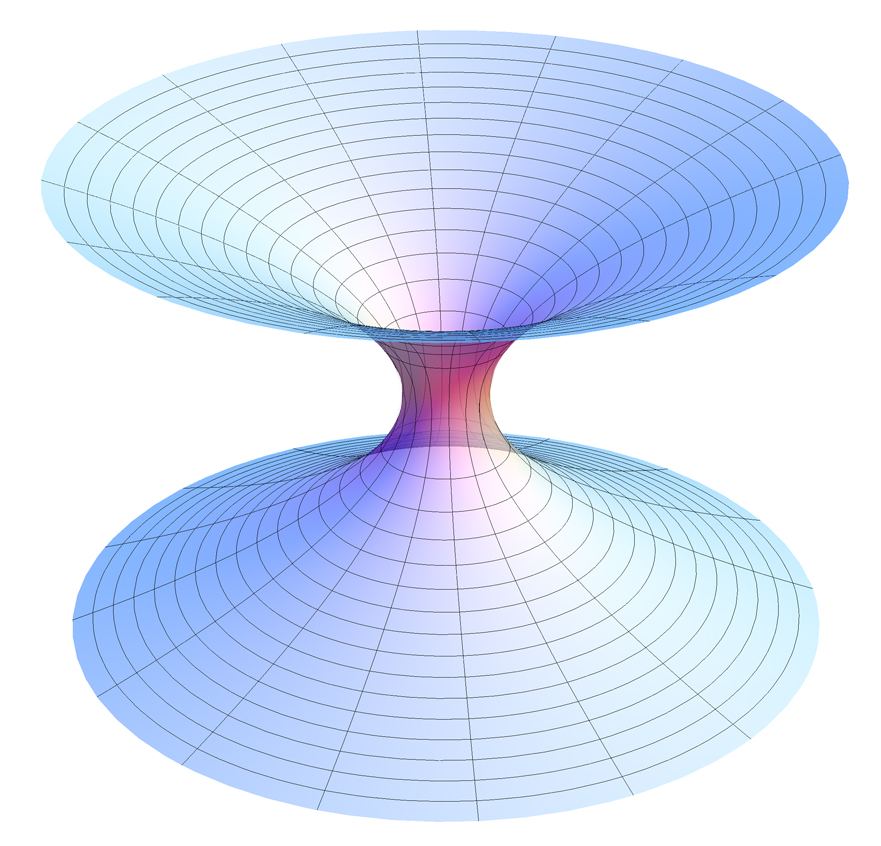
Exemple de trou de ver.

En 1928, la théorie des particules élémentaires de Paul Dirac, qui fait maintenant partie du modèle standard, incluait déjà des solutions négatives. Le modèle standard est une généralisation de l'électrodynamique quantique(EDQ) dont la masse négative fait déjà partie de la théorie.
Morris, Thorne et Yurtsever ont montré que la mécanique quantique de l'effet Casimir peut être utilisée pour produire une région locale de masse négative dans l'espace-temps. Ils ont aussi affirmé que la matière négative pourrait être utile pour stabiliser un trou de ver. De leur côté, Cramer et al. pensent que de tels trous de ver auraient pu exister lors des premiers instants de l'Univers, stabilisés par des boucles de cordes cosmiques négatives.
Stephen Hawking a prouvé que l'énergie négative est une condition nécessaire à la création d'une courbe de temps fermée par la manipulation de champs gravitationnels dans une région fermée de l'espace. Cette preuve confirmerait, par exemple, qu'un cylindre de Tipler (en) fermé ne peut être utilisé dans une machine à voyager dans le temps.

### Équation de Schrödinger
Pour l'état propre de l'énergie, dans l'équation de Schrödinger, la fonction d'onde est de nature ondulatoire partout où l'énergie d'une particule est supérieure au potentiel local, et est évanescente (de nature exponentielle) lorsqu'elle est plus basse. Cela impliquerait que l'énergie cinétique est négative dans les régions où la fonction d'onde est évanescente, car le potentiel local est nul. Cependant, l'énergie cinétique est un opérateur en mécanique quantique, et sa valeur attendue est toujours positive. En y additionnant la valeur attendue de l'énergie potentielle, on obtient le rendement de la valeur propre de l'énergie.
Pour des fonctions d'onde de particules sans masse au repos comme les photons, cela signifie que toutes les parties exponentielles de la fonction doivent être associées à une masse ou une énergie négative. Toutefois, l'équation de Schrödinger ne s'applique pas aux particules sans masse, on doit donc se référer à l'équation de Klein-Gordon.

### Masse négative de l'électron
La masse qui contribue à la masse totale de l'électron, par le nuage de particules virtuelles, est positive selon la relation masse-énergie (E = mc2). Ainsi, la masse propre de l'électron est nécessairement moins élevée que la masse qu'on observe. Comme les photons virtuels possèdent une énergie plus grande que le double de la masse d'un électron, afin de créer des paires électron-positron nécessaires à la renormalisation des charges, la masse propre de l'électron devrait être négative,,.